# Éric Vigner

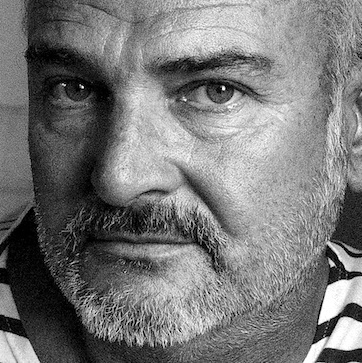
Éric Vigner, 2015

Éric Vigner (* 27. Oktober 1960 in Rennes) ist ein französischer Theaterregisseur, Schauspieler und Bühnenbildner. Er leitete das CDDB-Théâtre de Lorient, Centre Dramatique de Bretagne von 1996 bis 2015.

## Biographie
Éric Vigner absolvierte seine Lehramtsprüfung als Bildender Künstler an der Universität Haute-Bretagne. Sein Interesse am Theater führte ihn zu weiteren Studien nach Paris, an die Hochschule für Theater- und Schauspieltechnik (ENSATT) und an die Akademie für Darstellende Kunst (Conservatoire national supérieur d’art dramatique, CNSAD). Er wandte sich als bildender Künstler dem Bühnenbild zu, entwarf Kostüme und trat als Schauspieler auf. Eine profunde Ausbildung in sämtlichen Theaterberufen legte den Grundstein für einen eigenständigen künstlerischen Weg.
1990 gründete er die Compagnie Suzanne M. Éric Vigner. 1996 wurde Éric Vigner vom Kulturminister an die Leitung des CDDB-Théâtre de Lorient, Centre Dramatique de Bretagne (Frankreich) berufen. Die meisten seiner Inszenierungen werden hier entwickelt und eine neue Generation von Schauspielern, Regisseuren und Theaterschriftstellern finden am CDDB-Théâtre de Lorient einen künstlerischen Hafen. In den Jahren 1996 bis 2014 wurden unter seiner Leitung 84 Erstaufführungen produziert und co-produziert. Das CDDB-Théâtre de Lorient bespielt seit 2003 zwei Häuser: das CDDB (338 Sitzplätze) und das von Henri Gaudin neu erbaute Grand Théâtre (1050 Sitzplätze).
Neben seinem Engagement für zeitgenössische Schriftsteller wie Marguerite Duras und Roland Dubillard, das ihm 1998 den Titel „Chevalier dans l’Ordre des Arts et des Lettres“ einbrachte, entwickelte Éric Vigner einen neuen Zugang zu französischen Klassikern – Jean Racines Bajazet (Comédie-Française 1995), Pierre Corneilles L’Illusion comique (Théâtre Nanterre-Amandiers 1996), Victor Hugos Marion Delorme (Théâtre de la Ville 1999), Molières L’École des femmes (Comédie-Française 1999) und William Shakespeares Othello (Odéon-Théâtre de l’Europe 2008).
Auf internationaler Ebene führte er am Koreanischen Nationaltheater in Seoul Molières und Lullys Le Bourgeois gentilhomme in koreanischer Sprache auf (Prix France/Corée 2004). Die Inszenierung wurde 2006 in der Opéra-Comique in Paris gezeigt. 2007 folgte die Inszenierung von Le Barbier de Séville von Beaumarchais in albanischer Sprache mit Schauspielern des Nationaltheaters Tirana, und 2008 In the solitude of cotton fields (In der Einsamkeit der Baumwollfelder) von Bernard-Marie Koltès am 7 Stages Theater von Atlanta in englischer Sprache.
Am 3. Oktober 2010 gründete Éric Vigner die „Académie internationale de Théâtre“ in Lorient, bestehend aus sieben Schauspielern unterschiedlicher Herkunft: Korea, Deutschland, Rumänien, Mali, Belgien, Marokko und Israel. In diesem Rahmen wurden drei Stücke aufgeführt: La Place Royale von Pierre Corneille, Guantanamo von Frank Smith und La Faculté von Christophe Honoré.

## Theater

### Schauspiel
- 1983: L’instruction (Die Ermittlung) von Peter Weiss, Inszenierung Robert Angebaud,  Église Saint-Etienne, Rennes
- 1984: La mort de Pompée von Pierre Corneille, Inszenierung Brigitte Jacques, Lierre-Théâtre, Paris
- 1985: Fantasio von Alfred de Musset, Inszenierung Vincent Garanger, CNSAD, Paris
- 1985: Romeo und Julia von William Shakespeare, Inszenierung René Jauneau, Festival de Valréas
- 1986: Elvire Jouvet 40 Inszenierung Brigitte Jaques, Internationale Tournee, Verfilmung ARTE Benoît Jacquot 1988
- 1988: Chouans! – Revolution und Leidenschaft (Chouans!) Verfilmung Philippe de Broca
- 1988: L’Épreuve von Marivaux, Inszenierung Jean-Pierre Miquel, Festival von Avignon
- 1989: Sophonisbe von Pierre Corneille,  Inszenierung Brigitte Jaques, Théâtre national de Chaillot, Paris
- 1989: Horace von Pierre Corneille, Inszenierung Brigitte Jaques, Théâtre national de Chaillot, Paris
- 1990: Le Misanthrope von Molière, Inszenierung Christian Colin, Centre Dramatique National de Gennevilliers, Paris

### Inszenierungen
„Das Theater, das mich interessiert und das ich zu machen versuche, ist ein Theater, das eine ‚Projektionsfläche‘ bietet, das dem Zuschauer einen ‚Raum‘ bietet, in dem er sich in Freiheit selbst ein Bild machen kann. Theater ist, für mich, kein Ort, an dem man Antworten findet, jedoch ein Ort, an dem es möglich ist, Geschichten, unsere inneren, vergessenen Geschichten noch einmal zu besuchen, ein Ort, an dem der Zuschauer zu Unbekanntem Zugang findet – das heißt, von ihm Vergessenem. Um das zu ermöglichen, braucht das Theater sein Gegenstück, sein Paradox: etwas darzustellen und gleichzeitig etwas anderes zu sein. Zum Beispiel sagte Cézanne als er Äpfel malte: ‚Mit einem Apfel will ich Paris in Erstaunen versetzen.‘ Sein Thema ist nicht der ‚Apfel‘, sein Thema ‚Malerei‘. Gleiches gilt für das Theater: man stützt sich auf eine Geschichte, und kommt hinter die Bedeutung, an Theater.“

- 1988: La Place royale von Pierre Corneille, CNSAD
- 1991: La Maison d’os von Roland Dubillard, Festival d’Automne in Paris, Grande Arche de la Défense
- 1992: Le Régiment de Sambre et Meuse nach den Werken von Alphonse Allais, Louis-Ferdinand Céline, Jean Genet, Roland Dubillard, Georges Courteline, Franz Marc, Quartz in Brest
- 1993: La Pluie d’été von Marguerite Duras, Meisterklasse CNSAD, Quartz Brest, Nationale und Internationale Tournee
- 1993: Le soir de l’Obériou – Elizavieta Bam von Daniil Charms, Laboratoire Anatoli Vassiliev in Moskow
- 1994: Le Jeune Homme von Jean Audureau, Théâtre de la Commune Aubervilliers
- 1994: Reviens à toi (encore) von Grégory Motton, Théâtre National de l’Odéon, Paris
- 1995: Bajazet von Jean Racine, Comédie-Française, Théâtre du Vieux-Colombier, Paris
- 1996: L’Illusion comique von Pierre Corneille, CDDB-Théâtre de Lorient, Nationale Tournee
- 1996: Brancusi contre États-Unis, un procès historique, 1928, Festival von Avignon, Centre Georges Pompidou, Tribunal de Pau
- 1998: Toi cour, moi jardin von Jacques Rebotier, CDDB-Théâtre de Lorient
- 1998: Marion Delorme von Victor Hugo, Théâtre de la Ville, Paris, Nationale Tournee
- 1998: La Douleur von Marguerite Duras, CDDB-Théâtre de Lorient
- 1999: L’École des femmes (Die Schule der Frauen) von Molière, Comédie-Française, Paris
- 2000: Rhinocéros von Eugène Ionesco, CDDB-Théâtre de Lorient
- 2001: La Bête dans la jungle von Marguerite Duras, Bearbeitung des Stückes von James Lord nach der Novelle von Henry James, CDDB-Théâtre de Lorient, Espace Go Montreal John F. Kennedy Center for the Performing Arts
- 2002: Savannah Bay von Marguerite Duras, Comédie-Française, Paris, Nationale Tournee
- 2003: … Où boivent les vaches von Roland Dubillard, CDDB-Théâtre de Lorient, Théâtre du Rond-Point, Paris, Nationale Tournee
- 2004: Le Bourgeois gentilhomme (Der Bürger als Edelmann) von Molière und Jean-Baptiste Lully, Koreanisches Nationaltheater Seoul, CDDB-Théâtre de Lorient, Opéra-Comique, Paris
- 2006: Pluie d’été à Hiroshima, nach den Werken von Marguerite Duras La Pluie d’été und Hiroshima mon amour, Festival von Avignon, Nationale Tournee
- 2007: Jusqu’à ce que la mort nous sépare von Rémi De Vos, Théâtre du Rond-Point, Paris
- 2007: Le Barbier de Séville (Der Barbier von Sevilla) von Pierre Augustin Caron de Beaumarchais, Albanisches Nationaltheater Tirana
- 2007: Savannah Bay von Marguerite Duras, Espace Go Montréal
- 2007: Débrayage von Rémi De Vos, CDDB-Théâtre de Lorient
- 2008: In the Solitude of Cotton Fields (In der Einsamkeit der Baumwollfelder) von Bernard-Marie Koltès, 7 Stages Theater Atlanta
- 2008: Othello von William Shakespeare, CDDB-Théâtre de Lorient, Théâtre National de l’Odéon, Paris
- 2009: Sextett von Rémi De Vos, CDDB-Théâtre de Lorient, Théâtre du Rond-Point, Paris, Espace Go Montreal
- 2010: Le Barbier de Séville (Der Barbier von Sevilla) Bearbeitung nach Pierre Augustin Caron de Beaumarchais
- 2011: La Place royale  (Der Königsplatz) von Pierre Corneille
- 2011: Guantanamo von Frank Smith
- 2012: La Faculté von Christophe Honoré, Festival von Avignon
- 2013: Gates to India Song, nach den Werken von Marguerite Duras India Song und Le Vice-Consul, Festival Bonjour India, Delhi (Residence de France (ambassade)); Kolkata (Tagore House, Rabindra Bharati University); Mumbai (Prithvi Theatre und NCPA)
- 2014: Tristan von Éric Vigner
- 2015: L’Illusion comique von Pierre Corneille, CDDB-Théâtre de Lorient
- 2016: Brâncuși impotriva Americii, Odéon Theater, Bukarest, Rumänien
- 2017: Lukrecia Borxhia, von Victor Hugo, Albanisches Nationaltheater, Tirana

### Opern-Inszenierungen
- 2000: La Didone von Francesco Cavalli, musikalische Leitung Christophe Rousset, Oper Montpellier
- 2003: L’Empio punito von Alessandro Melani, musikalische Leitung Christophe Rousset, Bachfest Leipzig
- 2004: Antigona von Tommaso Traetta, musikalische Leitung Christophe Rousset, Oper Montpellier, Théâtre du Châtelet, Paris
- 2013: Orlando von Georg Friedrich Händel, musikalische Leitung Jean-Christophe Spinosi, Théâtre de Lorient

### Bühnenbilder
- 1983: L’instruction (Die Ermittlung) von Peter Weiss, Inszenierung Robert Angebaud
- 1984: La Casa Nova von Carlo Goldoni, Inszenierung Robert Angebaud
- 1984: Peinture sur Bois von Ingmar Bergman, Inszenierung François Kergoulay
- 1985: Pusuda Le Guetteur von Cahit Atay, Inszenierung François Kergourlay
- 1986: La Place royale von Pierre Corneille
- 1990: La Maison d’os von Roland Dubillard
- 1992: Le Régiment de Sambre et Meuse nach den Werken von Alphonse Allais, Louis-Ferdinand Céline, Jean Genet, Roland Dubillard, Georges Courteline, Franz Marc
- 1993: La Pluie d’été von Marguerite Duras
- 1993: Le soir de l’Obériou – Elizavieta Bam von Daniil Charms
- 1994: Le Jeune Homme von Jean Audureau
- 1994: Reviens à toi (encore) von Grégory Motton, Théâtre National de l’Odéon
- 1996: L’Illusion comique von Pierre Corneille
- 2000: Rhinocéros von Eugène Ionesco
- 2000: La Didone von Francesco Cavalli, Musikalische Leitung Christophe Rousset
- 2001: La Bête dans la jungle von Marguerite Duras, Bearbeitung der gleichnamigen Novelle von Henry James
- 2002: Savannah Bay von Marguerite Duras, Comédie-Française
- 2003: …Où boivent les vaches von Roland Dubillard
- 2003: L’Empio punito von Alessandro Melani, Musikalische Leitung Christophe Rousset, Bachfest Leipzig
- 2004: Le Jeu du kwi-jok ou Le Bourgeois gentilhomme (Der Bürger als Edelmann) Bearbeitung nach Molière und Jean-Baptiste Lully am Koreanischen Nationaltheater in Seoul
- 2004: Place des Héros (Heldenplatz) von Thomas Bernhard, Inszenierung Arthur Nauzyciel
- 2007: Jusqu’à ce que la mort nous sépare von Rémi De Vos am Théâtre du Rond-Point
- 2007: Le Barbier de Séville (Der Barbier von Sevilla) Bearbeitung nach Pierre Augustin Caron de Beaumarchais, Nationaltheater von Tirana en Albanien
- 2007: Savannah Bay von Marguerite Duras am Espace Go Theater in Montréal
- 2007: Débrayage von Rémi De Vos
- 2008: In the Solitude of Cotton Fields (In der Einsamkeit der Baumwollfelder) von Bernard-Marie Koltès am 7 Stages Theater in Atlanta
- 2008: Othello von William Shakespeare, Théâtre National de l’Odéon
- 2009: Sextett von Rémi De Vos, Théâtre du Rond-Point
- 2010: Le Barbier de Séville (Der Barbier von Sevilla) Bearbeitung nach Pierre Augustin Caron de Beaumarchais
- 2011: La Place royale (Der Königsplatz) von Pierre Corneille
- 2011: Guantanamo von Frank Smith
- 2012: La Faculté von Christophe Honoré, Festival von Avignon
- 2013: Gates to India Song, nach den Werken von Marguerite Duras India Song und Le Vice-Consul, Festival Bonjour India, Delhi (Residence de France (ambassade)); Kolkata (Tagore House, Rabindra Bharati University); Mumbai (Prithvi Theatre und NCPA)
- 2013: Orlando von Georg Friedrich Händel, musikalische Leitung Jean-Christophe Spinosi, Théâtre de Lorient
- 2014: Tristan von Éric Vigner

### Internationale Theaterakademie
- 2011: La Place Royale von Pierre Corneille, CDDB-Théâtre de Lorient
- 2011: Guantanamo von Frank Smith, Centre Dramatique National d’Orléans
- 2012: La Faculté von Christophe Honoré, Cours du Lycée Mistral, Festival d’Avignon